# تشارلي هايز
تشارلي هايز (بالإنجليزية: Charlie Hayes)‏ هو لاعب كرة قاعدة أمريكي، ولد في 23 مايو 1965 في هاتيسبورغ في الولايات المتحدة.

## وصلات خارجية
- تشارلي هايز على موقع دوري كرة القاعدة الرئيسي (الإنجليزية)
- تشارلي هايز على موقعبيزبول رفرنس.كوم (الدوري الرئيسي) (الإنجليزية)
- تشارلي هايز على موقعبيزبول رفرنس.كوم (الدوري الثانوي) (الإنجليزية)
- تشارلي هايز على موقع إي إس بي إن.كوم (أم.أل.بي) (الإنجليزية)
- تشارلي هايز على موقع مشجعي الرسوم البيانية (الإنجليزية)